# Battaglia di Filippi
La battaglia di Filippi oppose le forze cesariane del secondo triumvirato, composto da Marco Antonio, Cesare Ottaviano, e Marco Emilio Lepido, alle forze (cosiddette repubblicane) di Marco Giunio Bruto e Gaio Cassio Longino, i due principali cospiratori ed assassini di Gaio Giulio Cesare.
La battaglia si svolse nell'ottobre del 42 a.C. nei pressi di Filippi, cittadina della provincia di Macedonia, posta lungo la Via Egnatia, alle pendici del monte Pangeo. Due furono le fasi dello scontro, combattute rispettivamente il 3 e il 23 ottobre. La battaglia fu vinta dalle legioni cesariane dei triumviri, soprattutto per merito di Marco Antonio mentre Ottaviano, in precarie condizioni di salute e privo di grandi doti di condottiero, ebbe un ruolo minore. Lepido era invece rimasto in Occidente per occuparsi della situazione in Italia.
Nella prima battaglia Bruto ottenne un brillante successo irrompendo dentro gli accampamenti di Ottaviano, ma contemporaneamente Antonio ebbe la meglio contro Cassio che, sconvolto dalla sconfitta e non informato del successo di Bruto, si suicidò. Nella seconda battaglia, combattuta con estremo accanimento dalle legioni veterane delle due parti, Marco Antonio diresse con grande energia le sue forze che finirono per sbaragliare completamente l'esercito di Bruto, che a sua volta preferì suicidarsi.
Dopo la battaglia, Marco Antonio continuò con una parte delle legioni la pacificazione della parte Orientale della Repubblica romana che si era alleata con Bruto e Cassio, mentre Ottaviano si occupò di trovare le terre ai legionari che smobilitavano dall'esercito dopo la battaglia; i legionari chiedevano delle terre che Ottaviano espropriò a ricchi latifondisti terrieri.

## Preludio

### Costituzione delle forze repubblicane in Oriente
Dopo l'assassinio di Gaio Giulio Cesare, Marco Giunio Bruto e Gaio Cassio Longino, i due capi principali della congiura, non erano riusciti ad impadronirsi del potere a causa della loro scarsa determinazione, dell'efficace azione del console superstite, l'energico ed abile Marco Antonio, e dell'ostilità della plebe e dei veterani di Cesare. 

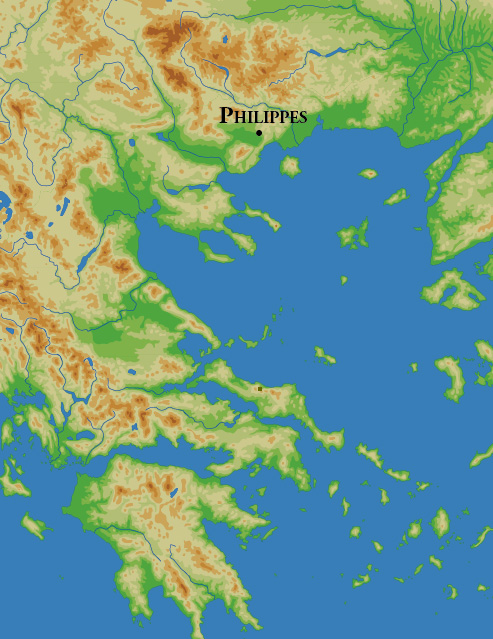
Carta geografica con localizzazione della battaglia

Dopo molti ripensamenti ed incertezze, i due cesaricidi nell'autunno del 44 a.C. avevano lasciato il suolo italico e si erano recati in Oriente; Marco Bruto dopo aver passato del tempo ad Atene impegnato in studi filosofici, aveva raccolto molti giovani simpatizzanti tra cui Gneo Domizio Enobarbo, Marco Valerio Messalla e i figli di Lucio Licinio Lucullo e di Marco Tullio Cicerone. La provincia di Macedonia era governata dal suo parente Quinto Ortensio Ortalo che disponeva di due sole legioni dopo il trasferimento in Italia su ordine di Antonio di altre quattro legioni veterane cesariane. Nel novembre del 43 a.C. Marco Bruto, sollecitato dai suoi fautori, decise di prendere l'iniziativa contro i cesariani in Grecia: egli si impadronì del denaro che i questori delle province d'Asia e di Siria, Marco Appuleio e Gaio Antistio Vetere, stavano trasportando a Roma, con il quale poté organizzare la sollevazione delle forze repubblicane presenti sul posto; i due questori aderirono alla causa dei cesaricidi. Una delle due legioni in Macedonia e un corpo di cavalleria passarono sotto il controllo di Bruto ed egli si recò a Tessalonica dove ricevette il pieno appoggio di Marco Ortensio in contrapposizione al nuovo governatore designato della provincia Gaio Antonio, il fratello del console; Bruto reclutò subito una seconda legione tra i veterani di Gneo Pompeo Magno stanziati in Macedonia e Tessaglia.
Gaio Antonio sbarcò a Durazzo ai primi di gennaio del 43 a.C. per assumere il controllo della Macedonia ma era praticamente privo di truppe dopo la defezione a favore di Bruto di una legione e la partenza dell'altra verso l'Asia con il proconsole Publio Cornelio Dolabella; egli contava di ottenere aiuto dal governatore dell'Illirico Publio Vatinio che disponeva di tre legioni, che tuttavia, mediocre e passivo, non prese alcuna iniziativa. Marco Bruto quindi ebbe il tempo di accorrere prontamente con le due legioni e la cavalleria da Tessalonica a Durazzo attraverso aspre strade di montagna; il cesaricida giunse alla fine di gennaio e mise presto in grave difficoltà Gaio Antonio. Nel frattempo l'esercito di Vatinio si stava disgregando: due legioni defezionarono e passarono con Marco Bruto, mentre una sola legione rimase fedele al governatore; in questa situazione, Gaio Antonio fu costretto a ripiegare verso l'Epiro ma, raggiunto da Bruto che ora disponeva di quattro legioni, venne respinto e assediato ad Apollonia.

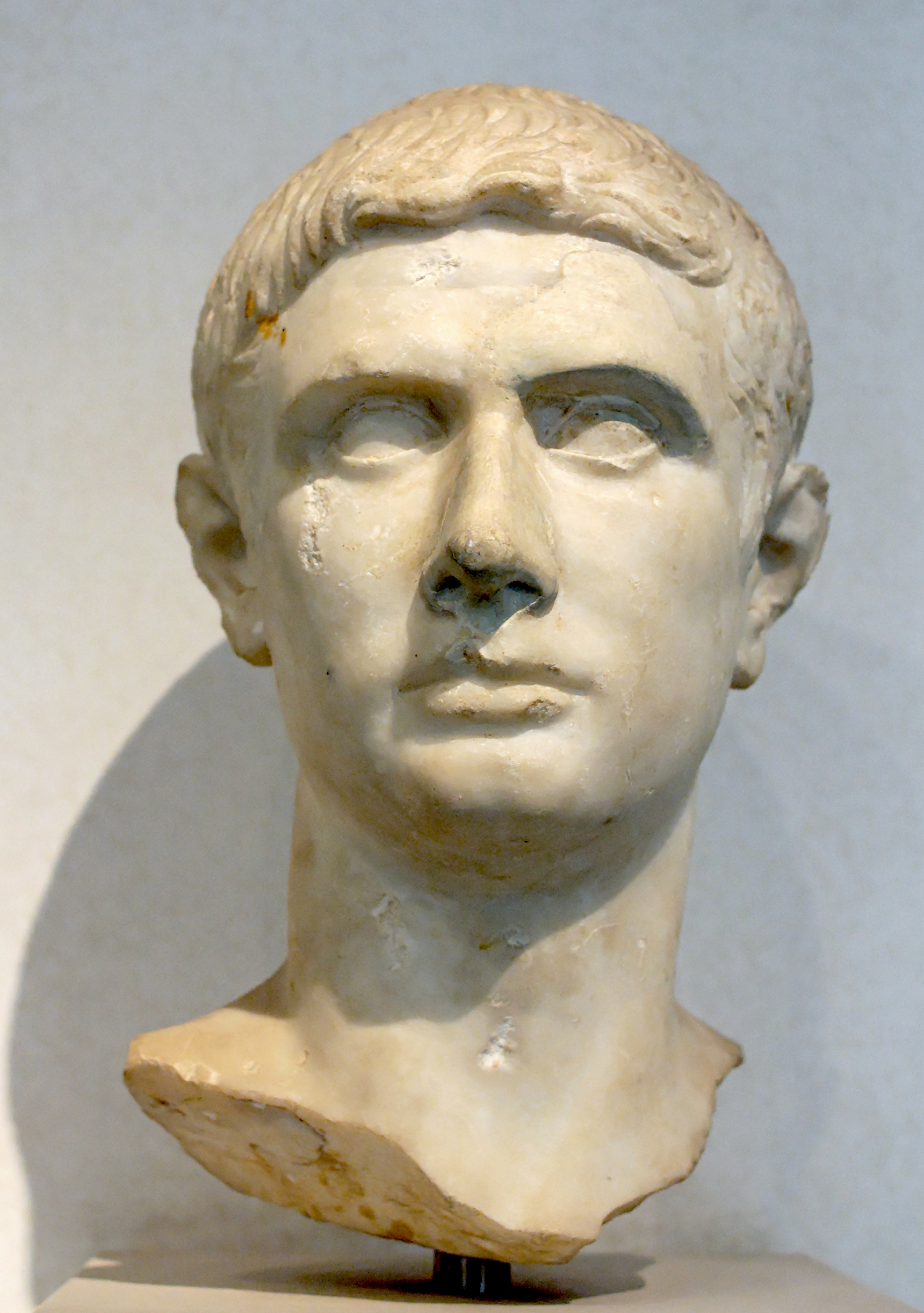
Busto di Marco Giunio Bruto.

Mentre Marco Bruto raggiungeva questi importanti successi in Grecia, risultati ancor più clamorosi aveva ottenuto Gaio Cassio che era arrivato nella provincia d'Asia prima del proconsole designato Dolabella e aveva subito ricevuto aiuto dal governatore uscente, il cesaricida Gaio Trebonio, e dal questore Publio Lentulo. Dopo aver effettuato reclutamenti sul posto e aver inquadrato nei suoi reparti una formazione di cavalleria che aveva defezionato, Cassio marciò in Siria fino ad Apamea dove era in corso l'assedio del pompeiano Quinto Cecilio Basso da parte di sei legioni cesariane guidate dai comandanti della Siria e della Bitinia, Lucio Staio Murco e Quinto Marcio Crispo. In breve tempo tutte le legioni di Staio Murco e Marcio Crispo defezionarono e passarono agli ordini di Cassio, insieme alla legione assediata ad Apamea di Cecilio Basso. La posizione del cesaricida si rafforzò ulteriormente con l'arrivo, provenienti dall'Egitto, di altre quattro legioni comandate da Aulo Allieno; anche queste forze decisero di passare sotto il controllo di Cassio che quindi poté costituire un imponente esercito in grado di dominare la situazione nelle province orientali.
Il proconsole designato Cornelio Dolabella, isolato nella provincia di Siria con deboli forze, venne facilmente sopraffatto dalle legioni dei cesaricidi. Egli aveva in un primo tempo attaccato e fatto prigioniero Gaio Trebonio che aveva sommariamente messo a morte, ma poi, attaccato dalle superiori forze di Cassio a Laodicea, venne completamente sconfitto. Assediato senza speranza di aiuto, Dolabella preferì suicidarsi e le sue due legioni passarono nel campo dei cesaricidi; nel giugno del 43 a.C., dopo questa nuova vittoria, Cassio disponeva di dodici legioni in Oriente.

### Organizzazione delle forze dei Triumviri
A Roma i protagonisti della scena politica (Antonio, Ottaviano e Lepido) avevano incontrato in un primo momento l'ostilità del senato nei confronti del loro strapotere. Infine, però, un accordo fu raggiunto sia fra i tre uomini, che diedero vita al secondo triumvirato, sia fra i triumviri e il senato stesso. Così, Marco Antonio, Lepido ed Ottaviano - postisi a capo delle legioni fedeli a Roma - poterono volgere il proprio sguardo ad est, dove li aspettava lo scontro con i cesaricidi. Il loro obiettivo non era solo quello di vendicare la morte del dittatore, ma anche di reimpossessarsi delle province orientali che si erano di fatto autonomizzate dal potere di Roma.
Fu stabilito che Lepido restasse in Italia, mentre Ottaviano ed Antonio a capo dell'esercito romano, si dirigevano alla volta della Grecia settentrionale. Traghettate senza eccessivi problemi le forze militari (28 legioni) dalla Puglia all'Epiro, i due triumviri mandarono in avanscoperta 8 legioni, guidate da Gaio Norbano Flacco e da Decidio Saxa, lungo la via Egnatia, con il compito di scoprire dove fosse raccolto l'esercito di Bruto e Cassio. Superata la città di Filippi, Norbano e Decidio decisero di aspettare il nemico e collocarono le proprie forze presso uno stretto passo montano di grande importanza strategica. Antonio li seguiva con il grosso dell'esercito, mentre Ottaviano era stato costretto a rimanere a Durazzo a causa delle sue precarie condizioni di salute che lo avrebbero accompagnato per l'intera campagna militare. La situazione per i triumviri, inizialmente favorevole, peggiorava via via a favore dei nemici, in quanto le comunicazioni con l'Italia andavano sempre più riducendosi a causa della potente flotta, guidata da Gneo Domizio Enobarbo (trisavolo di Nerone e alleato di Bruto e Cassio), che bloccava i rifornimenti dalla penisola.
I Cesaricidi non avevano intenzione di accettare lo scontro armato. Piuttosto, avevano pianificato di attestarsi su una buona posizione difensiva e sfruttare poi il grande vantaggio sui mari per tagliare le linee di rifornimento all'esercito avversario. Essi avevano speso i mesi precedenti a fomentare i cuori dei Greci contro i nemici e avevano a propria disposizione tutte le legioni dislocate nella parte orientale della Repubblica più le leve reclutate in loco.
Con forze numericamente superiori, Bruto e Cassio fecero allontanare le legioni di Norbano e Decidio dallo strategico passo; le truppe romane dovettero ripiegare ad ovest di Filippi. Bruto e Cassio quindi, ottennero un'ottima posizione difensiva, essendosi dispiegati lungo l'importante via Egnatia, a circa 3.5 km ad ovest di Filippi, sui due terreni rialzati che la fiancheggiano.
A sud erano difesi da un vasto terreno paludoso, difficoltoso da attraversare per l'esercito dei triumviri; a nord erano difesi da alcuni impervi colli. Inoltre ebbero tutto il tempo per fortificare i propri castrum con bastioni e fossati. Bruto pose il proprio accampamento a nord della via, Cassio a sud.
Antonio e Ottaviano arrivarono qualche tempo dopo. Ottaviano collocò il suo campo a nord, in corrispondenza di quello di Bruto, Antonio a sud, in corrispondenza di quello di Cassio.

## Battaglie

### Forze in campo

Itinerario degli eserciti

I due triumviri disponevano di diciannove legioni (le altre nove erano state lasciate indietro).
Le fonti riportano il nome di una sola di esse (la III legione), ma si può risalire facilmente ad alcune delle altre presenti nello scontro: la VI, la VII, la VIII, la X Equestris, la XII, la XXVI, la XXVIII, la XXIX e la XXX, più, ovviamente, la III. Appiano ci dice che quasi tutte queste legioni erano a ranghi completi. L'esercito di Ottaviano e Antonio poteva contare su una cospicua cavalleria, composta da circa 13000 cavalieri per Ottaviano e 20000 per Antonio.
L'armata dei Cesaricidi contava diciassette legioni (otto con Bruto, nove con Cassio; le altre due si trovavano con la flotta). Di queste legioni, solo due erano complete; le altre erano per lo più a ranghi ridotti. Tuttavia, le truppe erano rinforzate da alcune leve dei regni orientali alleati. Appiano riporta un totale di uomini, per Bruto e Cassio, di circa 80000 fanti romani e di 17000 cavalieri alleati, di cui 5000 erano arcieri a cavallo. L'esercito dei Cesaricidi contava anche alcune legioni lasciate in Oriente da parte di Cesare e che erano state fedeli al dittatore (si trattava, si crede, della XXVII, della XXXVI, della XXXVII, della XXXI e della XXXIII legione). Erano, quindi, dei corpi costituiti da veterani. Ma era proprio questo ciò che preoccupava Bruto e Cassio: benché la XXXVI legione avesse militato con Pompeo e fosse stata inglobata fra quelle di Cesare solo dopo la battaglia di Farsalo, le altre erano sicuramente fedeli al vecchio condottiero e, quindi, non erano del tutto fidate. Si ricordi che Ottaviano era stato nominato da Cesare suo erede e che, addirittura, il nome con cui lo chiamarono i suoi contemporanei non fu, appunto, Ottaviano, ma Gaio Giulio Cesare. Cassio tentò di rafforzare la lealtà dei suoi uomini con alcuni infiammati discorsi ("Non dobbiamo permettere che qualcuno dica che egli stesso fu soldato di Cesare; perché noi non siamo stati soldati suoi, ma della nostra nazione"). In più tentò di portare le simpatie dei suoi uomini dalla propria parte versando ad ogni legionario una cifra di circa 1500 denari, di 7000 per ogni centurione.
Benché nessuna delle fonti antiche riporti l'effettivo numero dei due eserciti, gli storici moderni ritengono che essi fossero quasi pari numericamente (con una leggera preponderanza, di qualche migliaio di uomini, delle forze dei triumviri): dunque, dovevano esservi 100000 uomini circa per parte.

### Prima battaglia di Filippi

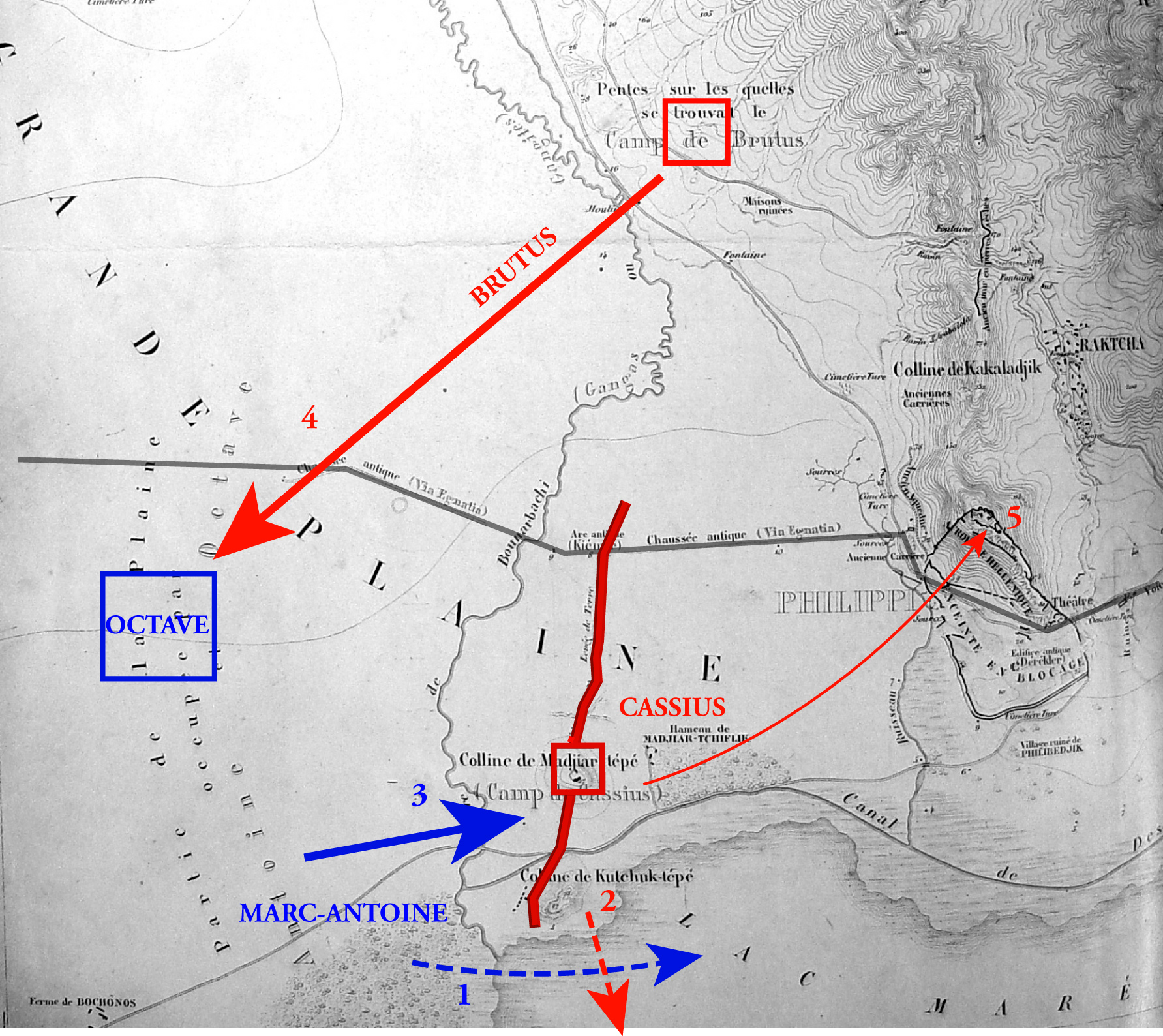
Mappa della prima battaglia,
3 Ottobre 42 a.C.

Antonio offrì occasioni di battaglia più volte, ma i Cesaricidi non vollero abbandonare le proprie posizioni, quindi Antonio attaccò Cassio da Ovest provando a superare la palizzata eretta dal nemico e facendo costruire in segreto in 10 giorni una strada attraverso la palude. Il 3 ottobre del 42 a.C. divise quindi in due gruppi la cavalleria che avrebbe attraversato il passaggio nella palude: un gruppo doveva prendere alle spalle la fanteria nemica, il secondo attaccare l'accampamento di Cassio. Cassio subì una terribile sconfitta. A nord, intanto, le forze di Bruto, provocate da quelle dei triumviri, attaccarono Ottaviano senza attendere la parola d'ordine “Libertà”, quindi di sorpresa; i nemici, impauriti furono facilmente sbaragliati. Tuttavia l'esercito di Bruto non inseguì i fuggitivi, perché avido delle ricchezze che offriva loro l'accampamento. In questo attacco tre insegne delle legioni furono prese nel campo di Ottaviano, un chiaro segno di sconfitta. Ma lui non fu trovato nella sua tenda: racconta egli stesso nelle sue Res gestae divi Augusti oltre allo stesso Svetonio, che era stato messo in guardia da quel giorno da un sogno. Fu infatti un bene perché quando i nemici si impadronirono del suo accampamento, corsero in massa verso la sua tenda ed il suo letto, nella speranza che dormisse e lo crivellarono di colpi, facendolo a pezzi. Plinio riferisce che Ottaviano si nascose nelle paludi.
La battaglia sembrava finita con un pareggio: 9000 morti accertati per Cassio, 18000 fra morti e feriti per Ottaviano. Tuttavia Cassio, miglior generale rispetto a Bruto, salito su una collina dopo la propria disfatta per vedere cosa fosse successo al compagno, non vedendolo e credendolo messo in fuga, si tolse la vita per mano di Pindaro, suo uomo di fiducia. Bruto pianse sul corpo di Cassio, chiamandolo "L'ultimo dei romani" ma impedì una cerimonia pubblica innanzi a tutto l'esercito per non abbatterne il morale. Intanto, la flotta che Antonio aveva chiesto a Cleopatra di inviargli per i rifornimenti e la conquista del porto presidiato dai nemici, si ritirò a causa di un forte temporale. Ciò successe mentre nel porto la flotta di Antonio e Ottaviano venne sconfitta dai nemici.
Alcune fonti alternative ritengono che fu l'esitazione di Bruto a fare di una vittoria una disfatta. I suoi uomini infatti non inseguirono quelli di Ottaviano, che ebbero tutto il tempo di riorganizzarsi. Così, nell'epoca in cui Ottaviano prenderà il nome di Augusto diventando il primo imperatore della storia di Roma, era un detto alquanto diffuso: «Finisci la battaglia una volta che l'hai cominciata!».

### Seconda battaglia di Filippi

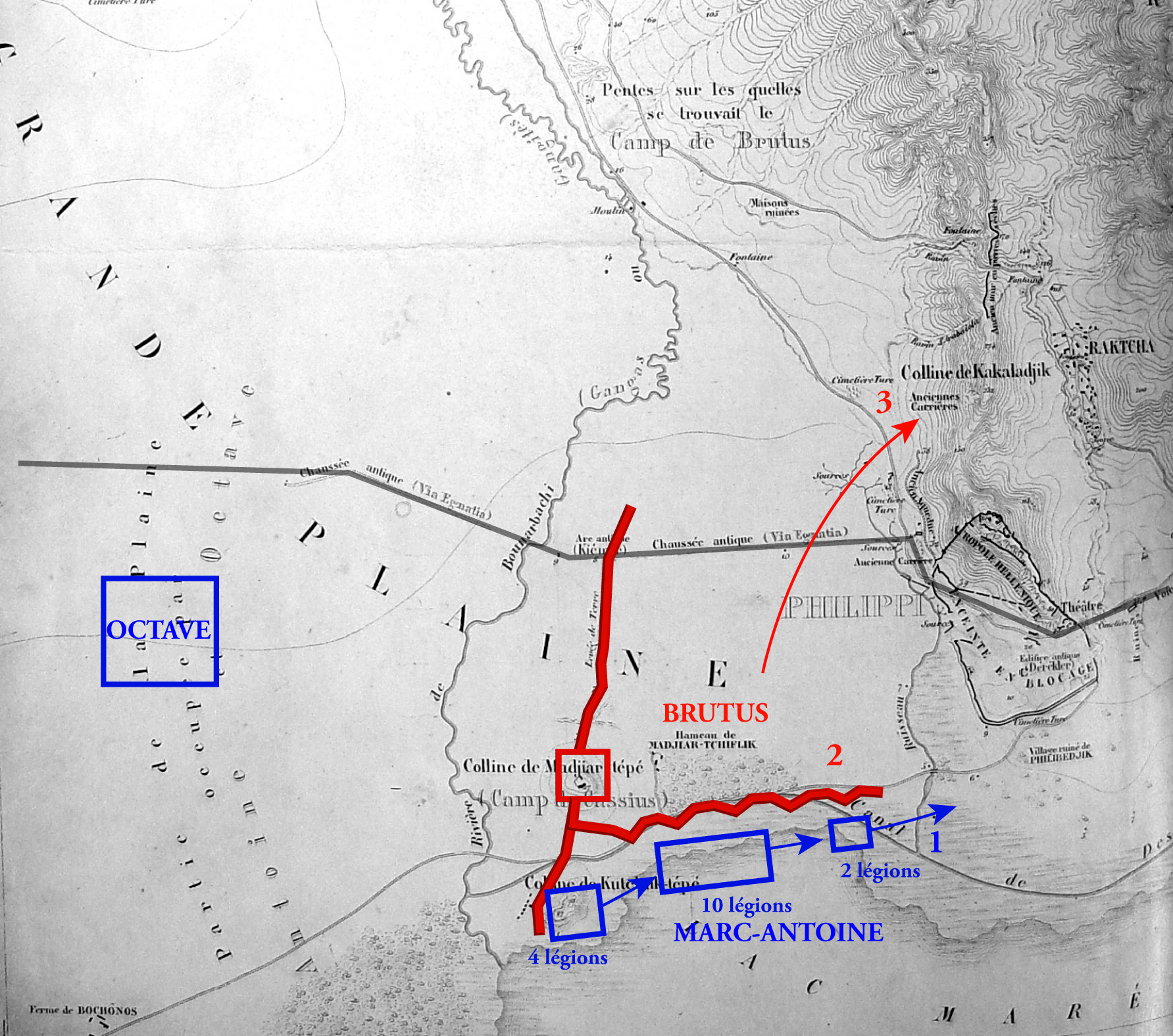
Mappa della seconda battaglia,
23 Ottobre 42 a.C.

Bruto non era molto rispettato dai propri soldati e questi volevano subito la battaglia. Bruto invece confidava nella posizione favorevole e nello sfinimento dei nemici, rimasti quasi senza risorse e colpiti dalla carestia. Ottaviano ed Antonio, favorevoli alla battaglia, ordinarono ai soldati di schierarsi e lanciare insulti ai soldati di Bruto. Intanto questi inviarono una legione verso sud per cercare rifornimenti. Sia Bruto che Antonio ed Ottaviano diedero compensi (o li promisero) ai soldati: il primo promise 1000 denarii per ogni legionario per trattenere i soldati dall'attaccare coloro che li insultavano, i secondi promisero ulteriori 10000 denarii per ogni legionario e 25000 per ogni centurione per alzare il morale dei militari sfiniti. Nonostante tutti i suoi sforzi, gli ufficiali di Bruto erano stanchi di aspettare: temevano, come del resto faceva il loro generale, che gli uomini fossero indotti a disertare da una così lunga attesa.
Plutarco ci informa anche che nulla si era saputo nel campo del Cesaricida riguardo all'affondamento della flotta dei triumviri. Perciò, quando alcuni degli alleati e dei mercenari cominciarono ad abbandonare il campo, Bruto decise di dare battaglia. Era il pomeriggio del 23 ottobre. Egli si trovò a dire: «Come Pompeo Magno, non da comandante ma da comandato io sto conducendo questa guerra, per questa ragione partiamo all'attacco, il segnale è: Apollo è con noi e che ci protegga in battaglia». Bruto, non riuscendo più a trattenerli, affrontò i nemici in battaglia. 
Secondo Appiano, storico antico, Antonio avrebbe detto: «Soldati, abbiamo stanato il nemico, abbiamo di fronte quelli che avevamo cercato di far uscire dalle loro fortificazioni, nessuno preferisca la fame, questo male insopportabile e penoso, al nemico e alle sue difese che saranno colpite dal vostro coraggio, dalle vostre spade, dalla disperazione, la nostra situazione in questo momento è tanto critica che niente può essere rimandato a domani, ma è oggi stesso che dobbiamo decidere fra la vittoria assoluta o una morte onorevole».
Dopo che si furono schierati, uno dei migliori ufficiali di Bruto si arrese, e questi decide di iniziare lo scontro. La battaglia fu estremamente combattuta fin dall'inizio; i legionari delle due parti si gettarono all'attacco con grande slancio dopo aver lanciato le grida di guerra e lo scontro fu caratterizzato soprattutto da aspri e cruenti combattimenti a distanza ravvicinata. Entrambi gli schieramenti rinunciarono alla fase preparatoria a distanza con lanci di frecce e giavellotti e si impegnarono subito in sanguinosi corpo a corpo; i gladi furono sguainati e i legionari veterani iniziarono il massacro reciproco all'arma bianca. Le perdite furono elevatissime per entrambe le parti che si batterono con grande coraggio; i caduti venivano trascinati via e nuove file di legionari entravano in campo e serravano gli schieramenti continuando la battaglia. I comandanti e i centurioni si aggiravano sul campo per incitare i legionari e immettere forze fresche di riserva nei settori decisivi del fronte di battaglia.
Antonio, durante la battaglia, dopo aver diviso l'esercito in tre parti: ala sinistra, ala destra e centro, fece in modo che la propria ala destra procedesse verso destra, quindi, poiché l'ala sinistra del nemico doveva per forza procedere verso sinistra affinché il proprio esercito non fosse circondato, il centro dello schieramento di Bruto dovette allargarsi e indebolirsi per occupare lo spazio lasciato dallo spostamento della propria ala sinistra. Si venne comunque a creare anche uno spazio fra il centro di Bruto e la sua ala sinistra, sfruttato dai cavalieri romani che vi entrarono spingendo il centro nemico verso la sinistra romana mentre la fanteria nemica lo spingeva in avanti. Il centro quindi effettuò una conversione di 90 gradi tale da avere un fronte rivolto verso l'ala sinistra di Bruto. Sul fronte di questa divisione c'era la fanteria di Antonio, sul fianco sinistro la cavalleria e sul lato destro la fanteria che si occupava nel contempo del fianco destro nemico, che le era stato affidato all'inizio della battaglia ed al quale il centro di Bruto si era accavallato durante la torsione. Questa fu la parte principale della tattica di Antonio in questa battaglia. Infine, l'attacco di Bruto fu respinto, il suo esercito messo in rotta. I soldati di Ottaviano raggiunsero le porte dell'accampamento nemico prima che egli potesse chiudervisi dentro. Bruto riuscì a ritirarsi sulle colline circostanti con l'equivalente di sole quattro legioni. Vedendosi sconfitto, si suicidò.

### Dopo la battaglia
Plutarco scrive che Antonio coprì il corpo di Bruto con un mantello purpureo in segno di rispetto. Erano, infatti, stati amici e Bruto aveva aderito alla congiura per uccidere Cesare soltanto a patto che Antonio fosse lasciato in vita. Molti altri aristocratici persero la vita nella battaglia: fra i più grandi spiccano il figlio dell'oratore Quinto Ortensio Ortalo e il figlio di Marco Porcio Catone Uticense. Alcuni nobili trattarono dopo la sconfitta con i vincitori, ma nessuno volle farlo col giovane Ottaviano. I sopravvissuti dell'esercito di Bruto e Cassio furono inglobati in quello dei triumviri. Antonio rimase presso Filippi con alcuni soldati che vi fondarono, poi, una colonia; Ottaviano tornò a Roma col compito di trovare terre per i veterani.
Alcuni terreni nel cremonese e nel mantovano (territori accusati di aver favorito Bruto e Cassio) furono espropriati e consegnati ai veterani di guerra al posto di denaro, per una grave crisi economica, come ricompensa dei servigi resi allo stato.
Uno di questi terreni apparteneva alla famiglia di Virgilio, che cercherà in tutti i modi di riprendersi la proprietà.

## Leggende e citazioni
È celeberrimo il passo di Plutarco in cui si dice che Bruto ricevesse in sogno la visione di un fantasma, secondo alcuni lo spettro di Cesare stesso. Quando il Cesaricida chiede all'ombra: 
Essa gli risponde: 
Bruto risponde, a sua volta: 
Rivide il fantasma la vigilia della battaglia di Filippi. Si tratta anche di una delle più famose scene del Giulio Cesare di Shakespeare. Plutarco riporta anche le ultime parole di Bruto, tratte da un'antica tragedia greca:
Svetonio aggiunge che, a Filippi, un Tessalo predisse ad Ottaviano la vittoria, poiché gli era apparso il fantasma del divino Cesare, in una strada solitaria.